# Czadyjski Komitet Olimpijski i Sportowy
Czadyjski Komitet Olimpijski i Sportowy (fr. Comité Olympique et Sportif Tchadien) – czadyjskie stowarzyszenie związków i organizacji sportowych. Zajmuje się przede wszystkim organizacją udziału reprezentacji w igrzyskach olimpijskich oraz upowszechnianiem idei olimpijskiej, promocją sportu i reprezentowaniem czadyjskiego sportu w organizacjach międzynarodowych, w tym w Międzynarodowym Komitecie Olimpijskim.

## O komitecie
Komitet olimpijski Czadu został przyjęty do Międzynarodowego Komitetu Olimpijskiego w 1964 roku.
Czad debiutował na igrzyskach olimpijskich w Tokio w 1964 roku. Wyłączywszy igrzyska olimpijskie w 1976 i 1980 roku, czadyjscy sportowcy nieprzerwanie startują na letnich igrzyskach (nie zdobywając medalu olimpijskiego).
W październiku 2017 roku prezesem komitetu został wybrany Abakar Djermah Aumi, zaś sekretarzem generalnym został Baba Ahmat Baba.